# الهجر (فلم 1916)
الهجر (بالإنجليزية: The Abandonment) هو فيلم أبيض وأسود درامي أمريكي صامت إنتاج عام 1916 من إخراج دونالد ماكدونالد وبطولة هيلين روسون وفورست تايلور وهاري فون ميتر. تم إنتاج الفيلم الطويل في استوديوهات موتوال في سانتا باربرا ، كاليفورنيا. كان جزءًا من سلسلة ماستر بيكتشر لشركة ميوتشوال فيلم ، والتي تستند إلى أعمال روائية بارزة ؛ القصة كتبها كينيث ب. كلارك. تم إصدار فيلم في 15 يونيو 1916.